# ソニック・ザ・ヘッジホッグ (漫画)
『ソニック・ザ・ヘッジホッグ』はセガのゲーム『ソニックシリーズ』を日本で漫画化した作品。ジャンルはギャグ漫画。作画は広のまこと（ひろのまこと）。

## 概要
海外では多くの『ソニックシリーズ』が漫画化されている中、日本での『ソニックシリーズ』では数少ない漫画化である。
『デンゲキニンテンドーDS』（メディアワークス）2008年9月号から2012年4月号まで連載。
当初の内容は『ソニック ワールドアドベンチャー』だったが、2009年4月号から『ソニックと暗黒の騎士』、9月号に『ソニッククロニクル 闇次元からの侵略者』、2010年10月号に『ソニック カラーズ』、2011年10月号に『ソニック ジェネレーションズ』と内容が変わりながら連載した。
その後、後継誌の『デンゲキニンテンドー for KIDS』の2012年5月号から2013年5月号まで4コマ漫画に形態を変更して引き続き連載し、雑誌の休刊に伴い連載は終了した。

## エピソード
- 『ソニック ワールドアドベンチャー』編（第1話から第6話まで）
- 『ソニックと暗黒の騎士』編（第7話から第11話まで）
- 『ソニッククロニクル 闇次元からの侵略者』（第12話から第25話まで）
- 『ソニック カラーズ』（第26話から第37話まで）
- 『ソニック ジェネレーションズ』（第38話から第44話まで）

以降、4コマ漫画として連載した。

## 登場人物

### メインキャラクター
ソニック
本作の主人公。走ることと冒険が大好きな世界最速のハリネズミ。性格も原作のナックルズに近く曲がったことが大嫌い。好物はチリドッグ。
『ワールドアドベンチャー』編ではウェアホッグに変身できた。
上記の性格のためかエッグマンやカリバーンとは仲が悪いがナックルズとは気があう。
テイルス
ソニックの相棒の子狐。尻尾の回転で飛ぶことができる。機械いじりが大好きなメカマニア。その性格が災いしてソニックに迷惑かけることも・・・。
クロニクル編ではソニックに対して酷い一面があったり、同じメカマニアのエッグマンとは気があったりする。

### サブキャラクター

#### ワールドアドベンチャー編（第1話〜第6話）
チップ
記憶喪失になった謎の生物。記憶を取り戻すためにソニックと冒険の旅に出る。
甘いもの（特にチョコ）が大好き。第6話まで登場。
エッグマン
世界征服を企むIQ300の悪の天才科学者。いつも野望を阻止するソニックのことは敵対するほど嫌いだが、チップには好きで彼にはやさしかった。
クロニクル編ではなぜか世界征服をやめたと言っていたが、カラーズ編から再び悪役として再登場。

#### 暗黒の騎士編（第7話〜第11話）
カリバーン
伝説の聖剣。口うるさい厳格な性格で、ソニックとは非常に仲が悪く喧嘩ばかりしている。手荒に扱われるのが嫌い。第11話まで登場。
マリーナ
異世界からソニックを召喚した魔術師。なぜか時々どこかにいったり、敵などを召喚したりと怪しい行動を取る。第11話まで登場。

#### クロニクル編（第12話〜第25話）
エミー
ハリネズミの女の子。原作とは違い、ソニックのことが好き…なのか微妙な言動があり、エッグマンのこともすぐに信じてしまう。
勘が鋭く、ハンマーを持って戦う。
ナックルズ
赤いハリモグラ。ソニックのライバルでもあり仲間でもある。
性格は短気で乱暴だがマジメな性格で登場人物の中では原作に一番近い。
マローダー一味
何かとソニック達の冒険の邪魔をする。だが、その悪行は子供のイタズラに近い。
ビッグ
身長2mもある巨大なネコ。よく友達のカエルくんとはぐれる。
シェイド
マローダー一味の女リーダー。とある理由でソニック達の前に現れる。

#### カラーズ編（第26話〜第37話）
ヤッカー
ホワイトウィスプというエイリアン。ソニック達に助けられて以降は一緒に行動している。お喋りだがソニック達とは言葉が通じない。第37話まで登場。
オーボット
エッグマンの側近のロボ。しっかりとした性格だが仕事はサボろうとする。エッグマンのことが嫌い。
キューボット
エッグマンの側近のロボ。抜けている性格だがエッグマンのことは尊敬している。色々と口調が変わる。
シャドウ
黒いハリネズミ。
ルージュ
コウモリの女性。ある事情でエッグプラネットにやって来たが・・・。
オメガ
エッグマンが作った戦闘ロボ。

#### ジェネレーションズ編（第38話～第44話）
クラシックソニック
過去のソニック。現在のソニックと違って喋らないが、同じ性格なので気が合う。ただし、やや子供っぽい一面が目立つ。
クラシックテイルス
過去のテイルス。現在のテイルスと気が合いながらソニック達のサポートをする。だが、やはりメカ好きが災いしてソニック達に迷惑かけたり、メタルソニックを改造して強くしてしまったりする。
メタルソニック
エッグマンが作ったソニック型のロボット。無口。一度壊れるがテイルス達のおかげでパワーアップする（再び壊れてしまうが）。
実はエッグマンのお気に入りのロボットである。そのためソニック達に見せびらかした後で汚したくないという理由ですぐに帰ってくるように命じた。